# Cardionema
Cardionema é um género botânico pertencente à família Caryophyllaceae.